# 三點鏢鱸
三點鏢鱸為輻鰭魚綱鱸形目鱸亞目河鱸科的其中一種，被IUCN列為次級保育類動物，分布於美國Coosa河流域，體長可達5.9公分，棲息在水淺、沙石底質的溪流，屬肉食性，以水生昆蟲、橈腳類等為食。